# Johannes Boye
Johannes Boye (19. december 1756 – 1. februar 1830) var en dansk rektor og filosofisk forfatter.
Johannes Boye blev født i København. Hans fader var Peder Rasmussen Boye, sømand, siden lærredshandler i København; hans moder Maren Nielsdatter. Han havde en ældre broder, rektor Engelbrecht Boye.

## Karriere
I sit 16. år (1772) dimitteredes Johannes Boye privat til Københavns Universitet, hvor han navnlig lagde sig efter filologiske og filosofiske studier; 1777 udgav han en oversættelse af William Shakespeares Hamlet, 1781 blev han magister, og 1783 blev han rektor ved Nakskov Latinskole. Samme år ægtede han Marie Reersløv (d. 1817), en broderdatter af den bekendte københavnske borger Adolph Reersløv, i hvis hus Michael Gottlieb Birckner blev opdraget.
Som praktisk skolemand synes Boye ikke at have været heldig ; hans skole var ved at uddø af mangel på elever, og han tilstår selv i sine skrifter, at lærervirksomheden piner og keder ham. Med så meget desto større iver kastede han sig til gengæld over teoretisk etisk-pædagogisk virksomhed. I Minerva findes fra hans hånd en række artikler om skolevæsen, om opdragelse, om religion osv., og i året 1792 udkom 1. del af det værk, der navnlig gjorde ham berømt i Samtiden: Statens Ven, en filosofisk afhandling i 3 bind om formål og betingelser for de menneskelige handlinger, individets som slægtens. Allerede 1796 udkom 1. del i 2. udgave, 1797 fulgte 2. del; 1802 blev forfatteren titulær professor, 1803 udkom et Anhang Om kritisk Filosofi og sund Sans, hvori den i selve værket påbegyndte bekæmpelse af den kantiske filosofis lærdomme fortsattes.
1806 forflyttedes Boye som rektor til Fredericia, og 1811 fik han efter ønske afsked med pension. 1809 havde han udgivet et skrift Om Krigen med England; efter sin afsked vedblev han at virke for sine idéer ved forskellige større og mindre skrifter: 1814 udkom således 3. del af Statens Ven, 1815: Om Penge, Levnedsmidler og Dyrtid og Om Historieskrivning, 1821 Bibelen og Homer, 1824 Musikkens og Sangens Bidrag til Menneskenes Forædling.

## Statens ven
Boye står som forfatter på Oplysningstidens almindelige standpunkt, deler dens interesser og fremsætter dens tanker. Af hans hovedværk, Statens Ven, handler 1. del om den private lyksalighed. På spørgsmaalet om, hvorledes vor handlen skal være, svares der: Målet for al menneskelig handlen er faktisk og nødvendigvis lyksalighed. Frådseren og drankeren, der higer efter sansenydelser, den kristne, der stræber efter en evig salighed, den opofrende menneskeven, der tilbringer hele sit liv med at besøge og trøste fattige og lidende, vel at mærke: fordi det fornøjer ham mest, godtgøre alle sandheden af den udtalte sætning. Kun sætter de lyksaligheden i ét forskelligt. Bestandig er lyksaligheden dog at bestemme som en fortsat række af lystfølelser, "Fornøjelser". Men disse fornøjelser kunne dels være af sanselig, dels af intellektuel, dels af moralsk art, og da de sidstnævnte arter til syvende og sidst er de mest varige, gælder det om at opdrage sig selv og alle andre til at finde mest smag i dem. Den kaldes dydig, som finder mest smag i at befordre så vel andres som egen lyksalighed.
Denne almindelige tankegang får så sit særpræg ved den flade optimisme og den naive selvtilfredshed, hvormed den nærmere udvikles. Erfaringen viser, at mennesket af naturen i det mindste er et ret godt væsen, og læren om arvesynden kan derfor kun i højst afdæmpet betydning være sand, ligesom det også er umuligt at tro på en vred eller streng Gud.
Det var på denne flade selvtilfredshed, Kant gjorde en brat ende ved sin lære om "det radikale Onde" og sin strenge og absolute morallære i det hele; Boye blev derfor også angrebet af de danske kantianere (blandt hvilke var Anders Sandøe Ørsted) og svarede i 2. udg. af sit skrifts 1. del og siden flere steder med forskellige modangreb på Kant, i reglen misforstående ham, men hist og her dog blottende virkelige svagheder.
2. del af statens ven handler om rets og stats ophav, et spørgsmål, som naturlig melder sig, når man betænker, at lyksalighedens opnåelse i høj grad er betinget af de ydre forhold, hvorunder menneskene lever. Boye antager i lighed med Charles Darwin at mennesket er udsprunget af dyreverdenen og fremhæver tydelig kampen for tilværelsen som fornemste drivkraft under udviklingen og ophavet til alt godt, mens fred let fremkalder døsighed og yppighed.
I 3. del forfølges lyksalighedens betingelser end yderligere, i det der her handles om næringsveje, folkemængde og rigdom. --
Boyes fremstilling er bred og uordnet; men han er i besiddelse af en vis selvstændighed og kækhed, og den stilistiske form er næsten overalt naturlig, klar og hist og her endog overraskende yndefuld. 1. del af værket vakte derfor en ikke ringe opsigt, og også 2. del vakte en vis opmærksomhed. Da 3. del udkom, var tidsånden løbet fra forfatteren; Romantikkens sol havde spredt sin morgenrøde over landet, og for etisk-national-økonomiske betragtninger havde foreløbig ingen levende sjæl interesse.